# Classe Deutschland (cruzadores)
A Classe Deutschland foi uma classe de cruzadores pesados operados pela Reichsmarine e depois pela Kriegsmarine, composta pelo Deutschland, Admiral Scheer e Admiral Graf Spee. Suas construções começaram entre 1929 e 1932 nos estaleiros da Deutsche Werke e Reichsmarinewerft Wilhelmshaven, sendo lançados ao mar entre 1931 e 1934 e comissionados na frota alemã entre 1933 e 1936. O projeto da Classe Deutschland começou em meados da década de 1920 e foi influenciado pelos termos do Tratado de Versalhes, que limitava os navios de guerra alemães a no máximo dez mil toneladas de deslocamento, porém não havia limitações quanto ao tamanho do armamento.
Os cruzadores da Classe Deutschland eram armados com uma bateria principal formada por seis canhões de 283 milímetros montados em duas torres de artilharia triplas. Tinham um comprimento de fora a fora de 186 metros, boca entre vinte e 21 metros, calado de mais de sete metros e um deslocamento carregado que ficava entre catorze e dezesseis mil toneladas. Seus sistemas de propulsão eram compostos oito motores a diesel dois tempos de ação dupla que giravam duas hélices triplas até uma velocidade máxima de 28 nós (52 quilômetros por hora). Por fim, os navios tinham um cinturão principal de blindagem que ficava entre sessenta e oitenta milímetros de espessura.
Os navios realizaram visitas diplomáticas a portos estrangeiros no início de suas carreiras e atuaram em patrulhas de não-intervenção durante a Guerra Civil Espanhola. O Deutschland foi atacado em uma dessas patrulhas por aeronaves republicanas, com o Admiral Scheer bombardeando Almería em retaliação. O Deutschland e o Admiral Graf Spee foram colocados no Oceano Atlântico pouco antes do início da Segunda Guerra Mundial para atacarem navios mercantes assim que a guerra começasse. O Deutschland teve pouco sucesso, porém o Admiral Graf Spee afundou nove navios até enfrentar os britânicos na Batalha do Rio da Prata, sendo deliberadamente afundado em seguida.
O Deutschland foi renomeado para Lützow em 1940 e participou da invasão da Noruega em abril, enquanto o Admiral Scheer fez uma surtida bem-sucedida contra embarcações mercantes no Atlântico e no Oceano Índico na virada de 1940 e 1941. Ambos foram para a Noruega em 1942 para tentarem interceptar comboios para a União Soviética, com o Lützow participando da Batalha do Mar de Barents em dezembro. Voltaram depois para Alemanha e no final da guerra bombardearam forças soviéticas na Frente Oriental. Foram ambos afundados por ataques aéreos britânicos, com o Admiral Scheer sendo desmontado e o Lützow reflutuado pelos soviéticos e usado como alvo de tiro.

## Desenvolvimento
O tamanho da Reichsmarine foi limitado pelo Tratado de Versalhes depois da derrota alemã na Primeira Guerra Mundial. Os alemães tiveram permissão de operar uma força de apenas seis couraçados pré-dreadnoughts e seis cruzadores rápidos; estes navios não poderiam ser substituídos até que tivesse vinte anos de idade. Novas embarcações para substituírem os couraçados deveriam ter uma deslocamento de no máximo dez mil toneladas. Os adversários em potencial da Alemanha estavam limitados nessa época a construírem navios de no máximo 36 mil toneladas pelos termos do Tratado Naval de Washington e acordos posteriores. Não havia regulamentações para o tamanho das armas de qualquer novo navio, porém a Comissão Naval Inter-Aliada de Controle criada pelo tratado tinha autoridade para regular o armamento de qualquer nova embarcação. Os Aliados presumiram que apenas navios de defesa de costa similares a aqueles operados pelas marinhas escandinavas poderiam ser construídos sob essas limitações.
O Preussen, que teve seu batimento de quilha em 1902, era o couraçado mais antigo da Reichsmarine e assim poderia ser legalmente substituído em 1922. Estudos de projeto foram considerados a partir de 1920 com duas opções básicas: uma embarcação pequena, lenta e bem protegida similar a um monitor, ou uma grande, rápida e pouco blindada similar a um cruzador. Trabalhos de projeto para um novo navio blindado começaram em 1923, mas a economia alemã entrou em colapso no ano seguinte, forçando uma paralisação temporária nos trabalhos. O almirante Hans Zenker, o comandante da Reichsmarine, fez muita pressão para que a marinha retomasse os trabalhos de projeto, com três novas propostas sendo rascunhadas em 1925. Somados aos dois rascunhos preparados em 1923, haviam cinco projetos diferentes. Dos dois primeiros projetos, o I/10 era para um cruzador com 32 nós (59 quilômetros por hora) de velocidade e armado com oito canhões de 205 milímetros, enquanto II/10 era para um navio com 22 nós (41 quilômetros por hora), blindagem pesada e quatro canhões de 380 milímetros. Os três projetos preparados em 1925 foram designados II/30, IV/30 e V/30 e tinham seis canhões de 300 milímetros e diferentes níveis de proteção. A Reichsmarine acabou optando por armas de 283 milímetros a fim de evitar provocar os Aliados e aliviar as pressões da equipe de projeto.
A Reichsmarine realizou uma conferência em maio de 1925 para avaliar os projetos, porém os resultados foram inconclusivos. De grande importância era a contínua ocupação francesa da região do Vale do Ruhr, que era uma área industrial, o que impedia a Alemanha de construir peças de artilharia de grande calibre rapidamente. Mesmo assim, a equipe de projeto preparou novas propostas; o I/35 era para um navio bem protegido com uma única torre de artilharia tripla na dianteira, já VIII/30 era para um navio com menos blindagem e duas torres triplas. A intenção inicial da Reichsmarine era iniciar a construção da primeira embarcação em 1926, porém os projetos ainda não tinham sido finalizados. As manobras de frota de 1926 mostraram para a equipe de projeto que uma velocidade elevada era mais desejável, com mais dois projetos sendo apresentados a Zenker ainda no mesmo ano. O projeto do que se tornaria os cruzadores foi preparado em 1926 e finalizado dois anos depois. O almirante anunciou em 11 de junho de 1927 que a Reichsmarine tinha escolhido uma de várias propostas. Também foi decidido na mesma época que os novos navios seriam armados com duas torres triplas de 283 milímetros.
Oposição política aos navios foi significativa. A Reichsmarine então decidiu adiar a encomenda da primeira embarcação até depois das eleições federais de 1928. A questão sobre a construção dos navios foi uma grande tópico nas eleições, particularmente com o Partido Social-Democrata, que era veementemente contra e fez campanha com o slogan "comida, não navios blindados". As eleições ocorreram em maio e terminaram com uma maioria suficiente em favor da construção, incluindo doze deputados eleitos pelo Partido Nazista. O Partido Comunista tentou em outubro iniciar um referendo contra as construções, mas fracassou. O primeiro navio foi autorizado em novembro.
Os Aliados, ao descobrirem sobre as particularidades e especificações dos projeto, tentaram impedir que a Alemanha os construísse. A Reichsmarine se ofereceu para paralisar a construção do primeiro navio em troca do país ser aceito no Tratado Naval de Washington com a proporção de 127 mil toneladas para navios capitais em relação às 533 mil toneladas do Reino Unido. Isto teria efetivamente revogado as cláusulas do Tratado de Versalhes que limitavam o poderio naval alemão. O Reino Unido e os Estados Unidos eram a favor de fazer concessões à Alemanha, porém a França se recusou a permitir quaisquer revisões ao Tratado de Versalhes. Uma tentativa de negociar um acordo mostrou-se inatingível, com os Aliados não podendo impedir que a Alemanha construísse as embarcações pois estas não chegavam a violar os termos do tratado.

## Projeto

### Características

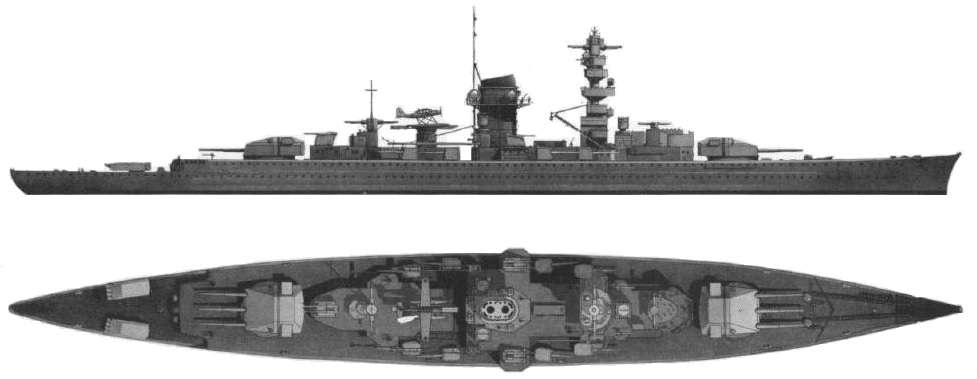
Desenho da Classe Deutschland

Os três navios da Classe Deutschland variavam ligeiramente em suas dimensões. Todos tinham 181,7 metros de comprimento da linha de flutuação e 186 metros de comprimento de fora a fora. O Deutschland e o Admiral Scheer tiveram proas clipper instaladas entre 1940 e 1941 para melhorar suas navegabilidades, o que aumentou seus comprimentos de fora a fora para 187,9 metros. O boca do Deutschland era de 20,69 metros, a do Admiral Scheer de 21,34 metros e do Admiral Graf Spee de 21,65 metros. Tanto o Deutschland quanto o Admiral Scheer tinham um calado padrão de 5,78 metros e um carregado de 7,25 metros, enquanto do Admiral Graf Spee ficava em 5,8 e 7,34 metros, respectivamente. O deslocamento das embarcações aumentou no decorrer da classe. O deslocamento padrão cresceu de 10,8 mil toneladas no Deutschland para 11 740 toneladas no Admiral Scheer e 12 540 toneladas no Admiral Graf Spee. Os deslocamentos carregados eram significativamente maiores, sendo de 14 520 toneladas para o Deutschland, 15 420 toneladas para o Admiral Scheer e 16 280 toneladas para o Admiral Graf Spee. Entretanto, a Alemanha afirmou oficialmente que os três estavam dentro dos limites de dez mil toneladas do Tratado de Versalhes.
Os cascos foram construídos com armações de aço transversais; mais de noventa por cento dos cascos usaram soldagem em vez da tradicional rebitagem, o que economizou quinze por cento no peso total de seus cascos. Estas economias permitiram que os armamentos e blindagens aumentassem. Os cascos eram subdivididos em doze compartimentos estanques e foram equipados com fundos duplos que estendiam-se por 92 por cento do comprimento da quilha. Como originalmente projetados, a tripulação das embarcações consistia em 33 oficiais e 586 marinheiros. Estes números foram aumentados significativamente após 1935, passando a ser trinta oficiais e entre 921 e 1 040 marinheiros. Mais dezessete oficiais e 85 marinheiros complementavam a tripulação quando atuavam como capitânia de esquadra. Como segunda capitânias tinham treze oficiais e 59 marinheiros a mais. Os navios também carregavam vários barcos menores, incluindo dois barcos de piquete, duas barcas, um escaler, uma lancha e dois botes.
A marinha considerou que os três navios tinham uma boa navegabilidade, porém com uma pequena rolagem. Eles molhavam muito na proa em sua configuração original, porém isso foi melhorado significativamente após a instalação de uma proa clipper entre 1940 e 1941. As embarcações eram muito manobráveis, particularmente quando a configuração de manobra dos motores a diesel era usada, em que metade dos motores para cada eixo de hélice era rodado em reverso. Os navios chegavam a inclinar em até treze graus com o leme totalmente virado para um dos lados. A popa baixa deixava a área de ré muito molhada e equipamentos guardados ali costumavam ser varridos pelas ondas.

### Propulsão
A Classe Deutschland tinha oito motores a diesel dois tempos de ação dupla com nove cilindros fabricados pela MAN. A adoção de um sistema a diesel foi uma inovação radical para a época e contribuiu para as economias de peso. Cada conjunto era controlado por transmissões construídas pela AG Vulcan. Os motores giravam dois eixos acoplados a hélices de três lâminas com 4,4 metros de diâmetro. O Deutschland foi originalmente equipado com hélices de 3,7 metros de diâmetro antes de serem substituídas pelas hélices maiores. Os motores tinham uma potência indicada de 54 mil cavalos-vapor (39 715 quilowatts) para uma velocidade máxima de 26 nós (48 quilômetros por hora). As embarcações não conseguiram alcançar a potência de eixo esperada em seus testes marítimos, mas conseguiram exceder suas velocidades projetadas. O Deutschland conseguiu 48 390 cavalos-vapor (35 590 quilowatts) para 28 nós (52 quilômetros por hora), enquanto o Admiral Scheer conseguiu 52 050 cavalos-vapor (38 280 quilowatts) para 28,3 nós (52,4 quilômetros por hora). Números para o Admiral Graf Spee são desconhecidos, porém ele alcançou 29,5 nós (54,6 quilômetros por hora) durante os testes marítimos.
O Deutschland podia carregar até 2 750 toneladas de óleo combustível, o que proporcionava uma autonomia de 17,4 mil milhas náuticas (32,2 mil quilômetros) a uma velocidade de treze nós (24 quilômetros por hora). O aumento de um nó reduzia a autonomia ligeiramente para 16,6 mil milhas náuticas (30,7 mil quilômetros). A uma velocidade de vinte nós (37 quilômetros por hora) a autonomia caia para dez mil milhas náuticas (dezenove mil quilômetros). O Admiral Scheer carregava até 2 410 toneladas de combustível e sua autonomia ficava em 9,1 mil milhas náuticas (16,9 mil quilômetros) a vinte nós. O Admiral Graf Spee podia carregar 2,5 mil toneladas de óleo combustível, permitindo uma autonomia  de 8,9 mil milhas náuticas (16,5 mil quilômetros). A eletricidade provinha de quatro geradores elétricos impulsionados pelos motores a diesel. Seu rendimento era de 2 160 quilowatts no Deutschland, 2,8 mil quilowatts no Admiral Scheer e 3 360 quilowatts para o Admiral Graf Spee, todos a 220 volts. A direção era controlada por um único leme.

### Armamento

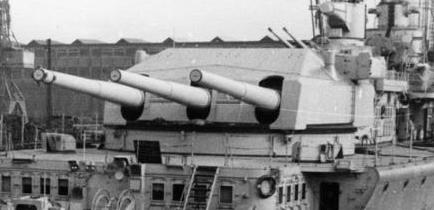
A segunda torre de artilharia do Lützow

Os três membros da Classe Deutschland eram armados com uma bateria principal composta por seis canhões SK C/28 de 283 milímetros montados em duas torres de artilharia duplas, uma na frente e outra a ré da superestrutura. As torres eram do tipo Drh LC/28 e podiam elevar até quarenta graus e abaixar até oito graus negativos. Isto dava aos canhões um alcance máximo de 36 475 metros. Eles disparavam um projétil de trezentos quilogramas a uma velocidade de saída de 910 metros por segundo. Cada arma originalmente tinha à disposição um suprimento de 630 projéteis, mas este número depois aumentou 720 projéteis.
A bateria secundária tinha oito canhões SK C/28 de 149 milímetros, cada um em montagens únicas MPLC/28 à meia-nau. Tinham uma elevação de até 35 graus e podiam abaixar até dez graus negativos, tendo alcance de 25,7 quilômetros. Cada arma inicialmente tinha à disposição oitocentos projéteis, mas mais adiante isto aumentou para 1,2 mil. Os projéteis pesavam 45,3 quilogramas e tinham uma velocidade de saída de 875 metros por segundo. Também havia oito tubos de torpedo de 533 milímetros em dois lançadores quádruplos instalados na popa.
A bateria antiaérea original dos navios consistia em três canhões SK L/45 de 88 milímetros instalados em montagens únicas. Estes foram substituídos em 1935 por oito canhões SK C/31 de 88 milímetros em montagens duplas. O Admiral Graf Spee e o Deutschland foram rearmados em 1938 e 1940, respectivamente, com seis canhões L/65 de 105 milímetros, quatro canhões SK C/30 de 37 milímetros e inicialmente dez canhões FlaK 30 de 20 milímetros. O número de armas de 20 milímetros no Deutschland cresceu até 28. O Admiral Scheer tinha sido rearmado até 1945 com seis canhões FlaK 28 de 40 milímetros, oito canhões de 37 milímetros e 33 canhões de 20 milímetros.

### Blindagem
O cinturão principal de blindagem das embarcações tinha oitenta milímetros de espessura a meia-nau, reduzindo-se para sessenta milímetros nas extremidades da cidadela blindada central. A proa e a popa não eram blindadas na linha d'água. O cinturão era inclinado a fim de melhorar suas qualidades protetivas, sendo suplementado por uma antepara longitudinal contra estilhaços com vinte milímetros de espessura. A extremidade superior do cinturão do Deutschland e do Admiral Scheer estava no mesmo nível do convés blindado. No Admiral Graf Spee ele estendia-se um convés acima. A proteção subaquática do Deutschland consistia em uma antepara anti-torpedo de 45 milímetros de espessura, enquanto no Admiral Scheer e no Admiral Graf Spee as anteparas tinham quarenta milímetros. O convés superior do Deutschland tinha dezoito milímetros de espessura e um convés blindado principal com espessura entre dezoito e quarenta milímetros. O Admiral Scheer e o Admiral Graf Spee tinham conveses principais e conveses blindados com espessura entre dezessete e 45 milímetros. O convés blindado do Deutschland e Admiral Scheer não estendiam-se por todo o comprimento dos navios por causa do peso, porém isto foi alterado no Admiral Graf Spee. Da mesma forma, as anteparas anti-torpedo do Deutschland e Admiral Scheer terminavam dentro do fundo duplo, enquanto a do Admiral Graf Spee chegava ao casco externo. A torre de comando dianteira tinha laterais de 150 milímetros de espessura e teto de cinquenta milímetros, já a torre de comando de ré era menos protegida, com laterais de cinquenta milímetros e teto de vinte milímetros. As torres de artilharia tinham frentes de 140 milímetros de espessura e laterais de 85 milímetros, já seus tetos variavam entre 85 e 105 milímetros de. Os canhões de 149 milímetros eram protegidos com escudos de dez milímetros de espessura contra estilhaços.

## Classificação
A Reichsmarine inicialmente classificou as embarcações como "panzerschiffe" ("navio blindado"), porém a Kriegsmarine reclassificou os dois sobreviventes em fevereiro de 1940 como cruzadores pesados. A classe era mais capacitada para operações oceânicas do que os antigos pré-dreadnoughts que substituíram devido ao seu armamento principal de 283 milímetros, alta velocidade máxima e grande autonomia; por este motivo eles chegaram a ser chamados de "couraçados de bolso", particularmente pela imprensa britânica. A edição de 1939 da Jane's Fighting Ships afirmou que os navios da Classe Deutschland eram "oficialmente designados como 'Navios blindados' (Panzerschiffe) e popularmente chamados de 'Couraçados de Bolso'. Na verdade, são equivalentes a cruzadores blindados de um tipo excepcionalmente poderoso".

## Navios

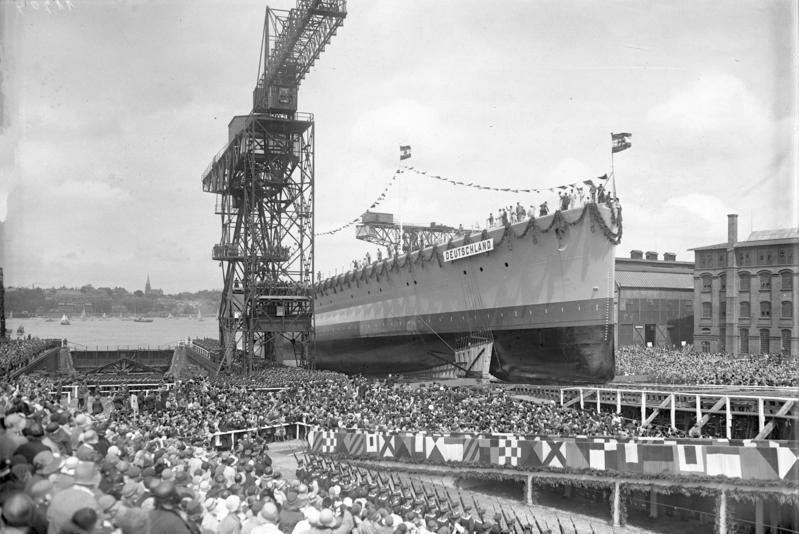
A cerimônia de lançamento do Deutschland em 19 de maio de 1931

O batimento de quilha do Deutschland ocorreu em 5 de fevereiro de 1929 nos estaleiros da Deutsche Werke em Kiel, sob o nome provisório Ersatz Preussen como substituto para o antigo couraçado Preussen. Os trabalhos ocorreram sob o número de construção 219. Foi lançado ao mar em 19 de maio de 1931, sendo batizado por Heinrich Brüning, o Chanceler da Alemanha. O navio começou a deslizar pela rampa de lançamento acidentalmente enquanto Brüning ainda estava discursando. Os testes marítimos começaram em novembro de 1932 depois dos trabalhos de equipagem. Foi comissionado na Reichsmarine em 1º de abril de 1933.
Grande oposição política continuou existindo depois da autorização do Deutschland e uma crise sobre o segundo navio só foi evitada depois do Partido Social-Democrata ter se abstido da votação. Consequentemente, a embarcação só foi autorizada em 1931. O Admiral Scheer foi encomendado como Ersatz Lothringen,  um substituto para o antigo couraçado Lothringen, com seu batimento de quilha ocorrendo em 25 de junho de 1931 na Reichsmarinewerft Wilhelmshaven, com o número de construção 123. Foi lançado ao mar em 1º de abril de 1933 e batizado por Marianne Besserer, filha do almirante Reinhard Scheer, o homônimo do navio. Foi finalizado aproximadamente um ano e meio depois em 12 de novembro de 1934, quando foi comissionado na Reichsmarine.
O Admiral Graf Spee foi encomendado pela Reichsmarine novamente nos estaleiros da Reichsmarinewerft Wilhelmshaven, recebendo o nome provisório de Ersatz Braunschweig como substituto do antigo couraçado pré-dreadnought Braunschweig. Seu batimento de quilha ocorreu em 1º de outubro de 1932, sob o número de construção 125. Foi lançado ao mar em 30 de junho de 1934, quando foi batizado pela condessa Huberta von Spee, filha do almirante conde Maximilian von Spee, o homônimo do navio. Foi finalizado pouco mais de um ano e meio depois em 6 de janeiro de 1936, mesmo dia em que foi comissionado na frota da Kriegsmarine, a sucessora da Reichsmarine.
| Navio             | Construtor                      | Homônimo            | Batimento              | Lançamento          | Comissionamento        | Destino                            |
| ----------------- | ------------------------------- | ------------------- | ---------------------- | ------------------- | ---------------------- | ---------------------------------- |
| Deutschland       | Deutsche Werke                  | Alemanha            | 5 de fevereiro de 1929 | 19 de maio de 1931  | 1º de abril de 1933    | Afundado em julho de 1947          |
| Admiral Scheer    | Reichsmarinewerft Wilhelmshaven | Reinhard Scheer     | 25 de junho de 1931    | 1º de abril de 1933 | 12 de novembro de 1934 | Afundado em 9 de abril de 1945     |
| Admiral Graf Spee | Reichsmarinewerft Wilhelmshaven | Maximilian von Spee | 1º de outubro de 1932  | 30 de junho de 1934 | 6 de janeiro de 1936   | Afundado em 17 de dezembro de 1939 |

## História

### Deutschland

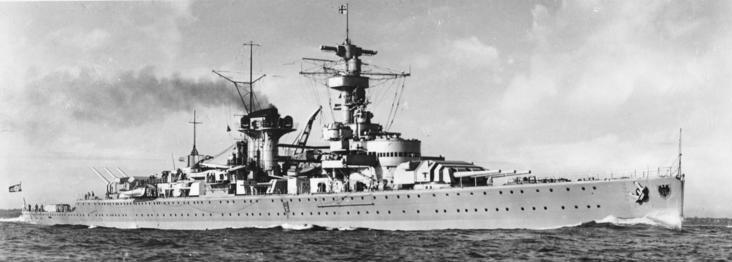
O Deutschland em 1938

O Deutschland participou de várias patrulhas de não-intervenção na Guerra Civil Espanhola, durante uma das quais em maio de 1937 foi atacado e danificado por aeronaves da facção republicana. Foi colocado no norte do Oceano Atlântico pouco antes do início da Segunda Guerra Mundial para atacar embarcações mercantes Aliadas. Entretanto, clima ruim prejudicou seus esforços e ele afundou ou capturou apenas três navios antes de precisar voltar para a Alemanha, logo em seguida sendo renomeado para Lützow. Participou então em abril de 1940 da invasão da Noruega, sendo danificado na Batalha do Estreito de Drøbak e precisando voltar para a Alemanha a fim de passar por reparos. No caminho foi torpedeado por um submarino britânico e seriamente danificado.
Os reparos terminaram em março de 1941 e o navio voltou para a Noruega. No caminho foi torpedeado novamente, agora por aeronaves britânicas, precisando de mais um período de reparos que duraram até maio de 1942. Foi para a Noruega e juntou-se à forças que tinham a intenção de atacar comboios para a União Soviética. O Lützow encalhou em junho durante um planejado ataque ao Comboio PQ 17, cancelando a ação e necessitando de mais um retorno para a Alemanha a fim de passar por reparos. Em seguida participou da Batalha do Mar de Barents em dezembro com o Admiral Hipper, que terminou em fracasso na destruição do Comboio JW 51B. Problemas em seus motores forçaram uma série reparos que culminaram em uma reforma completa no final de 1943, depois do qual voltou para o Mar Báltico. Foi afundado em água rasa por ataques aéreos britânicos em abril de 1945 em Kaiserfahrt, sendo em seguida usado como plataforma de artilharia contra o avanço das forças soviéticas até 4 de maio, quando foi desabilitado por sua tripulação. Foi reflutuado pela Frota Naval Militar Soviética em 1947, sendo afundado em julho durante testes de armas.

### Admiral Scheer

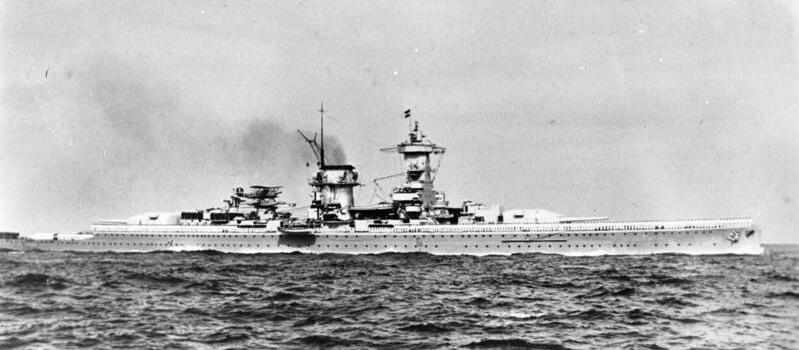
O Admiral Scheer em 1934

O Admiral Scheer participou de várias patrulhas de não-intervenção na Espanha durante a Guerra Civil Espanhola. Enquanto estava no local realizou um bombardeio do porto de Almería em retaliação ao ataque contra o Deutschland por parte das forças da facção republicana. O navio estava passando por sua manutenção periódica quando a Segunda Guerra Mundial começou. Seu primeira operação na guerra foi uma surtida no sul do Oceano Atlântico a partir de outubro de 1940 para atacar embarcações mercantes Aliadas, também realizando uma breve passagem pelo Oceano Índico. Durante esta missão afundou onze navios para mais de 113 mil toneladas, tornando-se o navio de superfície alemão de maior sucesso nesse tipo de ação durante toda a guerra.
Foi enviado para a Noruega depois de retornar a Alemanha com o objetivo de interceptar comboios mercantes para a União Soviética. Fez parte do abortado ataque ao Comboio PQ 17 junto com o couraçado Tirpitz, com a operação tendo sido cancelada depois do elemento surpresa ter sido perdido. Também realizou a Operação País das Maravilhas entre agosto e outubro de 1942, uma surtida ao Mar de Kara que não obteve muito sucesso. Voltou para a Alemanha no final do ano e depois disso serviu como navio-escola até o final de 1944, quando foi usado como suporte para operações terrestres contra o Exército Soviético. Foi afundado por bombardeiros britânicos em Kiel em abril de 1945 e parcialmente desmontado após a guerra, com o restante dos destroços tendo sido enterrados no fundo do porto.

### Admiral Graf Spee

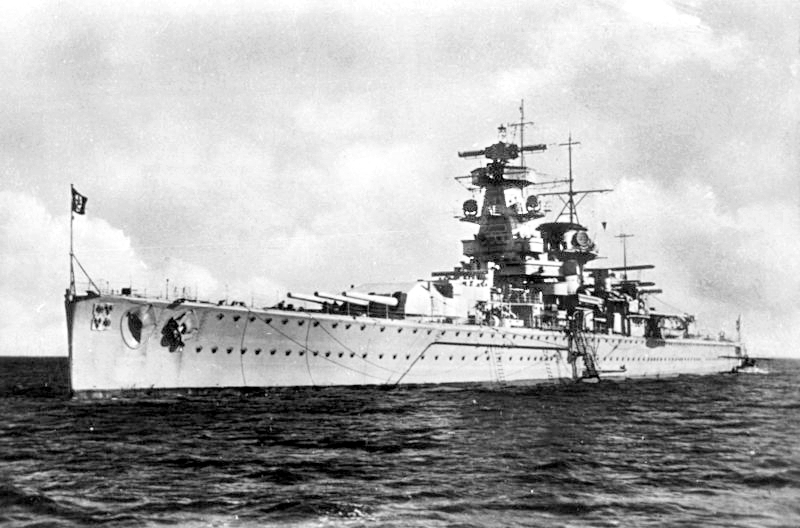
O Admiral Graf Spee em 1936

O Admiral Graf Spee participou de algumas patrulhas de não-intervenção na Guerra Civil Espanhola e também representou a Alemanha na Revista de Coroação do rei Jorge VI do Reino Unido em maio de 1937. O navio foi enviado para o sul do Oceano Atlântico algumas semanas antes do início da Segunda Guerra Mundial a fim de atacar embarcações mercantes Aliadas. Entre setembro e dezembro de 1939 afundou nove navios para um total de cinquenta mil toneladas. Em resposta, britânicos e franceses formaram grupos de caça para poder rastreá-lo. Estas forças incluíram quatro porta-aviões, dois couraçados e um cruzador de batalha.
A embarcação operou em conjunto com o navio de suprimentos Altmark. O Admiral Graf Spee acabou confrontado por dois cruzadores britânicos e um neozelandês em meados de dezembro na Batalha do Rio da Prata. Conseguiu infligir sérios danos aos seus inimigos, mas também foi danificado e precisou atracar em Montevidéu no Uruguai. O capitão de mar Hans Langsdorff, o oficial comandante do Admiral Graf Spee, ficou convencido por relatórios falsos de que havia forças britânicas superiores aproximando-se para enfrentá-lo e, devido ao estado ruim de seus motores, decidiu deliberadamente afundar seu navio. Langsdorff se suicidou alguns dias depois. Os destroços do cruzador foram parcialmente desmontados no local, porém partes da embarcação permanecem naufragadas em água rasa.